# 가자 레이라니
카토 요시카(일본어: 加藤美佳, 1985년 2월 12일 ~ )는 그 당시에는 사용을 했으나 2008년 8월에 가자 레이라니(일본어: 我謝レイラニ)라는 사용을 한다. 일본의 여자 배우다. 키는 165cm에다가 몸무게는 44kg이다. 쓰리 사이즈는 B84 - W57 H88고 중국계 일본인으로 밝혀낸다. 정보 버라이어티 중에서 2001년 10월 ~ 2월까지는 아이돌 아일랜드로 출연을 하다가 2002년 통판맨이라는 게스트 출연도 하다가 2003년 1월에서는 가면라이더 555 오사다 유카(일본어: 長田結花)라는 출연도 한적도 있었다. 2015년 4월 주식회사 별표로 이적을 했다.